# Rampo noir
Pour plus de détails, voir Fiche technique et Distribution.
Rampo noir (乱歩地獄, Ranpo jigoku) est un film japonais à sketches sorti au Japon le 5 novembre 2005.
Les quatre segments, Kagami jigoku, Mushi, Imomushi et Kasei no unga, sont respectivement scénarisés et réalisés par Akio Jissōji, Atsushi Kaneko, Hisayasu Satō et Suguru Takeuchi d'après les nouvelles de Ranpo Edogawa.

## Fiche technique
- Titre : Rampo noir
- Titre original : 乱歩地獄 (Ranpo jigoku?)
- Réalisation : Akio Jissōji, Atsushi Kaneko, Hisayasu Satō et Suguru Takeuchi
- Scénario : Akio Jissōji, Atsushi Kaneko, Hisayasu Satō et Suguru Takeuchi, d'après Ranpo Edogawa
- Musique : Saiko Ai, Aramaki Kōhei, Ikeda Ryōji, Yoshihide Ōtomo
- Pays d'origine :  Japon
- Langue originale : japonais
- Genre : fantastique, horreur
- Date de sortie : 
  - Japon : 5 novembre 2005[1]

## Distribution

### Kagami jigoku
- Tadanobu Asano
- Yūko Daike
- Chisako Hara
- Masami Horiuchi
- Mikako Ichikawa
- Tomoya Nakamura
- Hiroki Narimiya
- Minori Terada
- Susumu Terajima
- Yumi Yoshiyuki

### Mushi
- Tadanobu Asano
- Tamaki Ogawa
- Hiromasa Taguchi

### Imomushi
- Tadanobu Asano
- Hanae Kan
- Ryūhei Matsuda : Tarō Hirai
- Yukiko Okamoto : Tokiko Sunaga
- Nao Ōmori : Lieutenant Sunaga

### Kasei no unga
- Tadanobu Asano
- Kaiji Moriyama